# James E. Sullivan Award

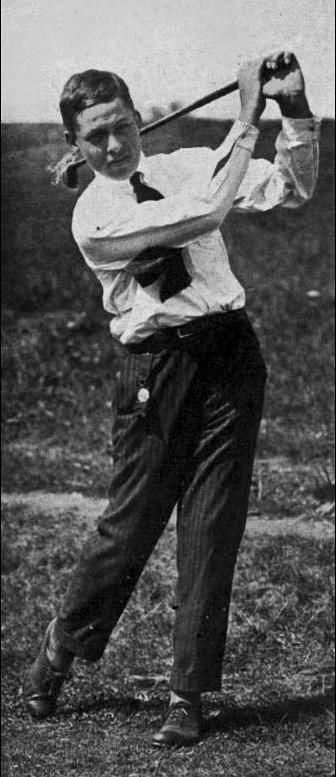
Bobby Jones, premier récipiendaire du James E. Sullivan Award.

Le James E. Sullivan Award, connu comme l'Oscar des récompenses sportives, est le plus grand honneur annuel décerné par la Amateur Athletic Union dans le domaine du sport aux États-Unis d'Amérique couronnant le meilleur athlète amateur de l'année. Il fut pour la première fois remis au golfeur légendaire Bobby Jones, Jr. en 1930. Le nom de la récompense rend hommage au fondateur et ancien président de l'AAU, James Edward Sullivan. 

## Récipiendaires
- 1930 : Bobby Jones, Jr., golf
- 1931 : Bernard Berlinger, décathlon
- 1932 : James Bausch, décathlon
- 1933 : Glenn Cunningham, athlétisme
- 1934 : William Bonthron, athlétisme (demi-fond)
- 1935 : W. Lawson Little, Jr., golf
- 1936 : Glenn Morris, décathlon
- 1937 : Donald Budge, tennis
- 1938 : Donald R. Lash, athlétisme (fond)
- 1939 : Joe Burk, aviron
- 1940 : J. Gregory Rice, athlétisme
- 1941 : T. Leslie MacMitchell, athlétisme
- 1942 : Cornelius Warmerdam, saut à la perche
- 1943 : Gilbert R. Dodds, athlétisme (demi-fond)
- 1944 : Ann Curtis, natation
- 1945 : Felix Blanchard (en), football américain
- 1946 : Y. Arnold Tucker, football américain
- 1947 : John B. Kelly, Jr., aviron
- 1948 : Bob Mathias, décathlon
- 1949 : Dick Button, patinage artistique
- 1950 : Fred Wilt, athlétisme (fond)
- 1951 : Bob Richards, saut à la perche, décathlon
- 1952 : Horace Ashenfelter, athlétisme (fond)
- 1953 : Sammy Lee, plongeon
- 1954 : Mal Whitfield, athlétisme (demi-fond)
- 1955 : Harrison Dillard, athlétisme (sprint)
- 1956 : Patricia McCormick, plongeon
- 1957 : Bobby Joe Morrow, athlétisme (sprint)
- 1958 : Glenn Ashby Davis, athlétisme (sprint)
- 1959 : Parry O'Brien, lancer du poids, disque
- 1960 : Rafer Johnson, décathlon
- 1961 : Wilma Rudolph, athlétisme (sprint)
- 1962 : Jim Beatty, athlétisme
- 1963 : John Pennel, saut à la perche
- 1964 : Don Schollander, natation
- 1965 : Bill Bradley, basket-ball
- 1966 : Jim Ryun, athlétisme (demi-fond)
- 1967 : Randy Matson, lancer du poids, disque
- 1968 : Debbie Meyer, natation
- 1969 : Bill Toomey, decathlon
- 1970 : John Kinsella, natation
- 1971 : Mark Spitz, natation
- 1972 : Frank Shorter, athlétisme (fond)
- 1973 : Bill Walton, basket-ball
- 1974 : Rick Wohlhuter, athlétisme (demi-fond)
- 1975 : Tim Shaw, natation, water-polo
- 1976 : Bruce Jenner, décathlon
- 1977 : John Naber, natation
- 1978 : Tracy Caulkins, natation
- 1979 : Kurt Thomas, gymnastique
- 1980 : Eric Heiden, patinage de vitesse
- 1981 : Carl Lewis, athlétisme (sprint, saut en longueur)
- 1982 : Mary Decker, athlétisme (fond, demi-fond)
- 1983 : Edwin Moses, athlétisme (sprint)
- 1984 : Greg Louganis, plongeon
- 1985 : Joan Benoit, athlétisme (fond)
- 1986 : Jackie Joyner-Kersee, heptathlon
- 1987 : Jim Abbott, baseball
- 1988 : Florence Griffith Joyner, athlétisme (sprint)
- 1989 : Janet Evans, natation
- 1990 : John Smith, lutte
- 1991 : Mike Powell, athlétisme (saut en longueur)
- 1992 : Bonnie Blair, patinage de vitesse
- 1993 : Charlie Ward, basket-ball, football américain
- 1994 : Dan Jansen, patinage de vitesse
- 1995 : Bruce Baumgartner, lutte
- 1996 : Michael Johnson, athlétisme (sprint)
- 1997 : Peyton Manning, football américain
- 1998 : Chamique Holdsclaw, basket-ball
- 1999 : Coco Miller & Kelly Miller, basket-ball
- 2000 : Rulon Gardner, lutte
- 2001 : Michelle Kwan, patinage artistique
- 2002 : Sarah Hughes, patinage artistique
- 2003 : Michael Phelps, natation
- 2004 : Paul Hamm, gymnastique
- 2005 : J. J. Redick, basket-ball
- 2006 : Jessica Long, handisport (natation)
- 2007 : Tim Tebow, football américain
- 2008 : Shawn Johnson, gymnastique
- 2009 : Amy Palmiero-Winters, athlétisme (ultra-marathon)
- 2010 : Evan Lysacek, patinage artistique
- 2011 : Andrew Rodriguez, football américain
- 2012 : Missy Franklin, natation
- 2013 : John Urschel (en), football américain
- 2014 : Ezekiel Elliott, football américain
- 2015 : Keenan Reynolds (en), football américain & Breanna Stewart, basket-ball
- 2016 : Lauren Carlini, volley-ball
- 2017 : Kyle Snyder, lutte
- 2018 : Kathryn Plummer, volley-ball
- 2019 : Sabrina Ionescu, basket-ball & Spencer Lee, lutte
- 2020 : Simone Biles, gymnastique et Caeleb Dressel, natation
- 2021 : Carissa Moore, surf
- 2022 : Caitlin Clark, basket-ball
- 2023 : Caitlin Clark, basket-ball